# Kostel svatého Šimona a Judy (Stebno)
Římskokatolický farní kostel svatého Šimona a Judy ve Stebně je barokní sakrální stavba stojící ve středu obce při silnici. Od 21. června 1993 je kostel chráněn jako kulturní památka České republiky.

## Historie

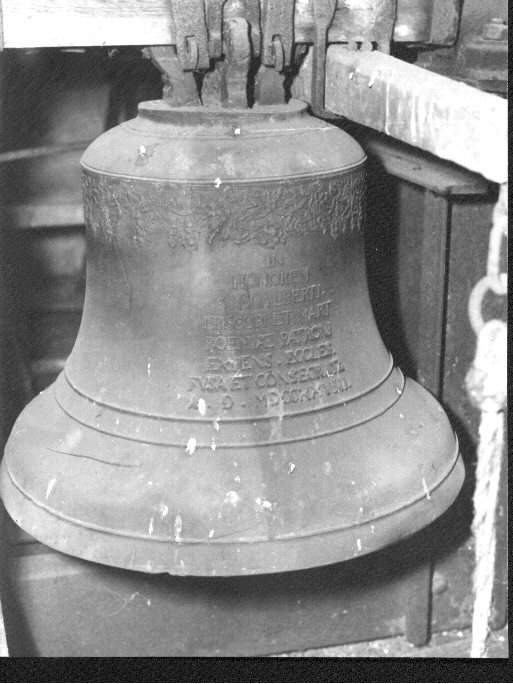
Zvon z kostela sv. Šimona a Judy ve Stebně

Kostel byl postaven v roce 1692. V roce 1900 byl přestavěn. Další opravy proběhly v 90. letech 20. století.

## Architektura
Kostel stojí na přibližně čtvercovém půdorysu s půlkruhovým presbytářem a s hranolovou věží. Věž je kryta cibulovou bání. V přízemí je portál s polosloupy. Po stranách věže jsou ve štítové stěně niky.
Uvnitř má loď plochý strop. Presbytář je sklenut křížovou klenbou.
Hlavní oltář, kazatelna a křtitelnice je dílem architekta Jiřího Stibrala z roku 1897.

## Zařízení
Uvnitř je původní barokní vybavení. Na hlavním oltáři je obraz sv. Šimona a Judy signovaný „J. Heřman 1898“, který namaloval Jan Heřman (1893). Dále je v kostele zdobená pískovcová křtitelnice z roku 1546, opravená v roce 1908. Na středové nožce křtitelnice je prstenec s bobulemi. Kalich má křtitelnice zdobený peckami. V kostele se nachází lidová socha Madony s Ježíškem. Jedná se o dílo z konce 16. století. Prořezávaná byla začátkem 18. století.

## Zvony
Ve věži se nachází zvon z roku 1728 od Antonína Schönfelda z Prahy.